# Szíria kormányzóságai

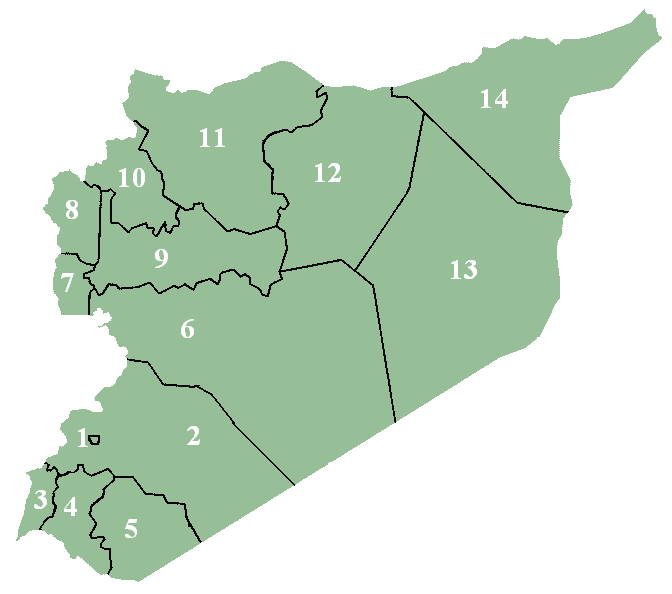

Szíria kormányzóságai (arabul محافظات سورية – muḥāfaẓāt Sūriya) az ország legmagasabb szintű közigazgatási egységei. A tizennégy kormányzóság hatvan kerületre (mintaka, tbsz. manátik) oszlik.
A kormányzót a belügyminiszter javaslata alapján a kormány nevezi ki, és megbízása során együttműködik a közigazgatási miniszterrel. Munkáját kormányzósági tanács segíti; tagjainak háromnegyedét négyévente tartott népszavazásokon választják, a maradékot a belügyminiszter és a kormányzó nevezi ki. A választott tagok közül a központi kormányzat hat-tíz végrehajtó tisztviselőt nevez ki, akik különféle specifikus feladatokat látnak el. Az alsóbb szintű közigazgatási egységek élére belügyminiszteri jóváhagyással a kormányzó nevezi ki a tisztviselőket, akik választott helyi tanácsok segítségével végzik munkájukat.
| n° | Név                            | Arabul                 | Terület km² | Népesség (1981) | Becsült népesség (2005) | Népsűrűség (fő/km²) | Kerületek (db) | Székhely     |
| -- | ------------------------------ | ---------------------- | ----------- | --------------- | ----------------------- | ------------------- | -------------- | ------------ |
| 1  | Damaszkusz                     | دمشق Dimašq            | 105         | 1 112 214       | 1 599 653               | 15 234              | –              | Damaszkusz   |
| 2  | Ríf Dimask (Damaszkusz vidéke) | ريف دمشق Rīf Dimašq    | 18 032      | 917 364         | 1 394 558               | 77                  | 9              | Dúma         |
| 3  | al-Kunajtira                   | القنيطرة al-Qunayṭira  | 1 861       | 26 258          | 36 143                  | 19                  | 2              | al-Kunajtira |
| 4  | Dara                           | درعا Darʿā             | 3 730       | 362 969         | 908 276                 | 243                 | 3              | Dara         |
| 5  | asz-Szuvajdá                   | السويداء as-Suwaydāʾ   | 5 550       | 199 114         | 502 452                 | 90                  | 3              | asz-Szuvajdá |
| 6  | Homsz                          | حمص Ḥimṣ               | 42 223      | 812 517         | 1 895 818               | 44                  | 6              | Homsz        |
| 7  | Tartúsz                        | طرطوس Ṭarṭūs           | 1 892       | 443 290         | 902 601                 | 477                 | 5              | Tartúsz      |
| 8  | Latakia                        | اللاذقي al-Lāḏaqiyya   | 2 297       | 554 384         | 1 170 073               | 509                 | 4              | Latakia      |
| 9  | Hamá                           | حماة Ḥamā              | 8 883       | 736 412         | 1 872 725               | 210                 | 5              | Hamá         |
| 10 | Idlib                          | إدلب Idlib             | 6 097       | 579 581         | 1 781 496               | 292                 | 5              | Idlib        |
| 11 | Aleppó                         | حلب Ḥalab              | 18 500      | 1 878 701       | 3 115 559               | 168                 | 8              | Aleppó       |
| 12 | ar-Rakka                       | الرقة ar-Raqqa         | 19 616      | 348 383         | 742 582                 | 37                  | 3              | ar-Rakka     |
| 13 | Dajr ez-Zaur                   | دير الزور Dayr az-Zawr | 33 060      | 409 130         | 1 460 380               | 44                  | 3              | Dajr ez-Zaur |
| 14 | al-Haszaka                     | الحسكة al-Ḥasaka       | 23 334      | 669 887         | 1 204 427               | 51                  | 4              | al-Haszaka   |